# Morgan Rogers
Morgan Elliot Rogers (Halesowen, 26 juli 2002) is een Engels voetballer die bij voorkeur als aanvallende middenvelder speelt. Hij tekende in 2024 voor Aston Villa.

## Clubcarrière
Rogers speelde in de jeugd bij West Brom en Manchester City, dat hem uitleende aan Lincoln City, Bournemouth en Blackpool. In juli 2023 trok hij naar Middlesbrough. Op 1 februari 2024 tekende Rogers een contract tot 2029 bij Aston Villa. Twee dagen later debuteerde hij in de Premier League tegen Sheffield United. Op 6 april 2024 volgde zijn eerste competitietreffer tegen Brentford.